# Albaladejo (kommunhuvudort)
Albaladejo är en kommunhuvudort i Spanien.   Den ligger i provinsen Provincia de Ciudad Real och regionen Kastilien-La Mancha, i den centrala delen av landet, 210 km söder om huvudstaden Madrid. Albaladejo ligger 924 meter över havet och antalet invånare är 1 570.
Terrängen runt Albaladejo är platt västerut, men österut är den kuperad. Terrängen runt Albaladejo sluttar söderut. Runt Albaladejo är det glesbefolkat, med 8 invånare per kvadratkilometer. Närmaste större samhälle är Villanueva de la Fuente, 12,8 km nordost om Albaladejo. Omgivningarna runt Albaladejo är i huvudsak ett öppet busklandskap.